# Md.74
Md.74は、ルーマニアのクジール社で開発された自動式拳銃である。
ルーマニアでの制式名称はPistolul calibrul 7,65 mm Md. 1974で、モデル74（Model 74）と表記することもある。また、カルパツィ（Carpați）との愛称がある。

## 概要
ルーマニアの軍と警察で使用されていたトカレフTT-33の後継として1970年代に開発された拳銃であり、1974年にルーマニア軍で制式化された。全体的な設計はドイツのワルサーPPの影響を強く受けている。
小型・軽量さに重点が置かれており、フレームはアルミニウム合金で出来ている（全スチール製とする資料もある）。作動方式にはシンプルブローバック方式を採用しており、撃発機構はハンマー露出型のダブルアクション方式である。マニュアルセフティはスライド側面に装備されており、安全状態にするとハンマーがデコックされる。フロントサイトとリアサイトは調整不能な固定式。弾倉はシングルカラムで、装弾数は8+1発であるが、使用者は通常7発を装填した。なお、警察では6発を装填した弾倉を2本携帯したという。
1990年代初頭までに数十万丁が製造され、ルーマニア軍や警察が使用したほか、輸出も行われた。軍用としては9×19mm弾を使用する自動式拳銃に更新されたが、警察や憲兵用としてはまだ使用されている。

## 派生型
Md.95
1990年代に開発された、.380ACP弾仕様の輸出向けモデル。全スチール製。

## 運用国
- ルーマニア[5]